# جائزة كتالونيا الكبرى للدراجات النارية 2011
جائزة كتالونيا الكبرى للدراجات النارية 2011 هو سباق دراجات نارية أقيم بتاريخ 5 يونيو 2011 في حلبة دي كاتلونيا. كان الجولة الخامسة من أصل 18 في سباق الجائزة الكبرى للدراجات النارية موسم 2011. فاز الأسترالي كيسي ستونر بفئة الموتو جي بي بينما جاء الإسباني خورخي لورنزو في المركز الثاني وحصل على المركز الثالث الأمريكي بن سبايس.

## وصلات خارجية
- الموقع الرسمي